# Cyartonema zosterae
Cyartonema zosterae är en rundmaskart. Cyartonema zosterae ingår i släktet Cyartonema, och familjen Axonolaimidae. Arten är reproducerande i Sverige.